# Ансалдо A.1
Ансалдо A.1 (итал. Ansaldo A.1 Balilla) је италијански ловачки авион. Први лет авиона је извршен 1917. године.

А.1 је био једини ловачки авион домаће конструкције направљен у Италији у Првом светском рату. Појавио се прекасно да би озбиљније утицао на збивања у Првом СР, али је кориштен у совјетско-пољском рату 1919—1921. од стране Пољске и СССР.
Највећа брзина у хоризонталном лету је износила 220 km/h. Практична највећа висина лета је износила 5.000 метара а брзина пењања 160 метара у минути. Размах крила је био 7,68 метара а дужина 6,84 метара. Наоружање авиона се састојало од 2 предња синхронизована митраљеза калибра 7,7 милиметара типа Фијат Равели.

## Наоружање
| Наоружање авиона: Ансалдо A.1  |     |
| Ватрено (стрељачко) наоружање  |     |
| Топ                            |     |
| Митраљез                       |     |
| Број и ознака митраљеза        | 2   |
| Калибар                        | 7,7 |
| Бомбардерско наоружање (бомбе) |     |
| Ракетно наоружање (ракете)     |     |